# Wonder Woman (filme de 2009)
Wonder Woman (bra Mulher-Maravilha) é um filme de animação estadunidense de 2009, dos gêneros ação, aventura e fantasia, dirigido por Lauren Montgomery, com roteiro de Gail Simone e Michael Jelenic baseado nos gibis da Mulher-Maravilha, da DC Comics, e na reformulação do personagem feita pelo desenhista George Pérez, particularmente na série "Gods and Mortals" que foi publicada em 1987.
Lançado diretamente para vídeo, foi o quarto exemplar dos filmes de animação do chamado Universo Animado DC produzido pela Warner Premiere e Warner Bros. Animation.[carece de fontes?]
Lauren Montgomery já dirigira Superman: Doomsday e desenhara o storyboard de Justice League: The New Frontier.[carece de fontes?]

## Vozes
| Personagem                                      |                   |
| Personagem                                      | Ator              |
| ----------------------------------------------- | ----------------- |
| Mulher Maravilha / Princesa Diana de Themyscira | Keri Russell      |
| Steve Trevor                                    | Nathan Fillion    |
| Ares, Deus da Guerra                            | Alfred Molina     |
| Hipólita, Rainha de Themyscira                  | Virginia Madsen   |
| Zeus                                            | David McCallum    |
| Artemis, Amazona de Themyscira                  | Rosario Dawson    |
| Perséfone, Amazona de Themyscira                | Vicki Lewis       |
| Deusa Hera                                      | Marg Helgenberger |
| Hades                                           | Oliver Platt.     |
| Etta Candy                                      | Julianne Grossman |
| Deimos                                          | John DiMaggio     |
| Conselheira do presidente                       | Andrea Romano     |
| Presidente dos EUA                              | Rick Overton      |
| Slick                                           | Rick Overton      |
| Thrax                                           | Jason Miller      |
| Líder da gangue                                 | Jason Miller      |
| Alexa                                           | Tara Strong       |
| Sem-teto                                        | John DiMaggio     |
| Menina                                          | Skye Arens        |
| Atacante                                        | Bruce Timm        |

## Sinopse
Enquanto mantêm Ares, o deus da guerra, aprisionado, amazonas da lendária ilha de Themyscira treinam para se tornar guerreiras. Séculos depois, um avião militar dos EUA chega acidentalmente ao local e seu piloto deixa Ares escapar. A princesa Diana é então incumbida de capturar o fugitivo e, no caminho, deixar o piloto em casa.